# Joey Starr
Joey Starr, właściwie Didier Morville (ur. 30 października 1967 w Saint-Denis) – francuski raper, kompozytor, autor tekstów piosenek i aktor. Jego skomplikowane, niestabilne, czasami brutalne cechy osobowości sprawiły, że stał się postacią znaną opinii publicznej z konfliktu z prawem.

## Życiorys
Pochodzi z Martyniki. Urodził się w Saint-Denis, w regionie Île-de-France, w departamencie Sekwana-Saint-Denis. Miał trudne dzieciństwo. Kiedy miał pięć lat, porzuciła go matka. Wychowywany do osiemnastego roku życia przez brutalnego ojca, w wieku dwunastu lat został przyłapany na kradzieżach.
W 1985 odbył dziewiętnastomiesięczną służbę wojskową w Baden-Baden. W latach 1985–1987 spędził swój czas w korytarzach metra i w katakumbach.
W 1983 poznał paryskiego rapera Kool Shen’a, z którym w 1988 założył grupę NTM. 16 października 2006, jako JoeyStarr wydał swój pierwszy solowy album zatytułowany Na Gare Jaguarr. 
Spotykał się z aktorką Béatrice Dalle. Żonaty z Leilą. Ma dwóch synów: Mathisa (ur. 7 września 2005) i Kalila (ur. 5 października 2007).

## Dyskografia
- 2006: My Playlist by Joeystarr
- 2006: Gare au jaguarr
- 2007: l'Antology Mixtape

## Filmografia
- 2000: Old School jako Isaac
- 2001: Szklana Pułapka 3 i 1/2 (La Tour Montparnasse infernale) jako Youston
- 2002: Asterix i Obelix: Misja Kleopatra (Astérix & Obélix: Mission Cléopâtre) jako Nikelapolix
- 2004: RRRrrrr!!! jako L'essayeur de gourdins/Joeystarr
- 2008: La Personne aux deux personnes jako lui-même
- 2008: Passe-passe jako Max
- 2009: Le Bal des actrices jako Joey Starr
- 2010: C'est ma nature
- 2010: L'Immortel jako Le Pistachier
- 2013: Aniołki spod znaku Miserere (La marque des anges – Miserere) jako Frank Salek